# Municipio de Hope (condado de Midland)
El municipio de Hope (en inglés: Hope Township) es un municipio ubicado en el condado de Midland en el estado estadounidense de Míchigan. En el año 2010 tenía una población de 1361 habitantes y una densidad poblacional de 22,5 personas por km².

## Geografía
El municipio de Hope se encuentra ubicado en las coordenadas 43°47′3″N 84°19′42″O / 43.78417, -84.32833. Según la Oficina del Censo de los Estados Unidos, el municipio tiene una superficie total de 60.49 km², de la cual 59,63 km² corresponden a tierra firme y (1,42 %) 0,86 km² es agua.

## Demografía
Según el censo de 2010, había 1361 personas residiendo en el municipio de Hope. La densidad de población era de 22,5 hab./km². De los 1361 habitantes, el municipio de Hope estaba compuesto por el 97,06 % blancos, el 0,73 % eran afroamericanos, el 0,37 % eran amerindios, el 0,88 % eran asiáticos y el 0,96 % eran de una mezcla de razas. Del total de la población el 0,88 % eran hispanos o latinos de cualquier raza.